# 正徹
正徹（しょうてつ、永徳元年〈1381年〉 - 長禄3年5月9日〈1459年6月9日〉）は、室町時代中期の臨済宗の歌僧。道号（字）は清巌・清岩で、法諱は正徹、庵号は松月庵・招月庵。清巌正徹。俗名は正清。
石清水八幡宮に仕える祀官一族の出身で、神戸山城主　小松秀清の孫　二代小松康清の子　康清はのちに【小田】の姓に改めている。
言い伝えによると秀清の子、康清の弟とも言われている　備中国（現岡山県）小田郡の小田荘を知行していた。

## 略歴
和歌を冷泉為尹と今川了俊（貞世）に学ぶ。応永21年（1414年）出家、法号を正徹と号した。京都東福寺の書記であったことから徹書記とも呼ばれた。室町幕府6代将軍足利義教に忌避され謫居（）。そのためか『新続古今和歌集』に正徹の歌は入集していない。義教の没後は歌壇に復帰し活躍。歌人のみならず古典学者としても評価されており、8代将軍足利義政に『源氏物語』の講義を行っていることなどが知られている。
2万首近くの詠が現存する、室町時代最大の歌人。歌風も際立って特色あり、二条派からは異端視されたが、藤原定家を尊崇し、時に前衛的、象徴的、夢幻的で、独自の幽玄の風体を開拓した。門下には心敬らがいる。家集に『草根集』、歌論に『正徹物語』がある。『正徹物語』第201段では、歌道の数寄すなわち愛好の度合いを、茶道になぞらえ「茶食らひ」「茶飲み」「茶数寄」の3つに分け、いかにも室町時代的な比喩で説明している。下の「茶食らひ」は、「茶といへば飲みゐて、更に茶の善悪をも知らず、おほく飲みゐたる」輩で、歌道では環境も仲間も問わず、「いか程ともなく詠むことを好みて読みゐたる」歌人だという。「茶飲み」は茶の産地や出荷時期などを飲み分けるのに長じた者で、単に和歌の表現や泳法によく通じていてもまだ「茶飲み」に過ぎないという。真の「茶数寄」とは「茶の具足を綺麗にして、建盞、天目、茶釜、水指などのいろいろの茶の具足を心の及ぶほどたしなみ持ちたる人」で、歌道でも「硯、文台、短冊、懐紙などうつくしくたしなみて、何時も一続など詠み、会所などしかるべき人」を真の数寄だとしている。
また、古典学者としては『源氏物語』の研究のほか、『伊勢物語』などの物語類や藤原定家などの歌人の家集など、多くの古典籍の書写を行い、現存の伝本流布に貢献している。なかでも正徹の書写した『徒然草』は現存最古の写本として重要なものであり、彼が「つれづれ草は枕草子をつぎて書きたる物也」と、両書を同じ文学の形態として認めた点は、現代では常識であるが、当時の文学史家として優れた着眼点といえる。

### 没後
没後500年以上たった2001年、出身地の岡山県小田郡矢掛町小田地区では、「正徹を顕彰する会」が結成され、井原鉄道小田駅の駅前広場に顕彰碑などが立てられている。

## 関連文献

### 博士論文
- 稲田利徳『正徹の研究 - 中世歌人研究』広島大学、1979年。